# Sanna Vestin
Sanna Susanna Gunnel Birgitta Vestin, född 6 september 1951, är en svensk författare och flyktingpolitisk aktivist. Hon är dotter till kemisten Ragnar Vestin och gift med historikern Klas Åmark.  
Sanna Vestin är sedan mitten av 1960-talet politiskt engagerad och föreningsaktiv i gräsrotsrörelser, sedan 80-talet främst i solidaritets-, antirasism-, och flyktingfrågor. Sedan början av 1990-talet är hon aktiv inom FARR, Flyktinggruppernas riksråd, där hon periodvis varit ordförande och för närvarande (2023) vice ordförande.
2005–2008 var hon anställd av Rädda Barnen som samordnare av barnens hjälplinje utanpapper.nu.  
2015 utnämndes Sanna Vestin till hedersdoktor vid Malmö högskola.
År 2019 tog hon tillsammans med professor Anna Lundberg initiativ till projektet Asylkommissionen, som drevs 2019–2022 i samarbete mellan FARR och Linköpings universitet. Hon ansvarade för slutredigeringen och det avslutande kapitlet "Förklaringar" i Asylkommissionens dokumentationsrapport Asylarkivet.